# Disa linderiana
Disa linderiana är en orkidéart som beskrevs av Bytebier och Edward George Hudson Oliver. Disa linderiana ingår i släktet Disa och familjen orkidéer. Inga underarter finns listade i Catalogue of Life.